# RACK
RACK neboli z angličtiny Risk-Aware Consensual Kink (volně přeloženo do češtiny jako perverze s vědomím rizik a obecným souhlasem) je zkratka používaná některými členy BDSM komunity k popisu filozofického pohledu, který je obecně tolerantní k určitému rizikovému sexuálnímu chování, pokud si jsou jeho účastníci plně vědomi příslušných rizik. Tento postoj je často vnímán jako kontrast k SSC, jež přijímá pouze jednání, které je bezpečné, rozumné a konsensuální.

## Filozofie
Tento přístup v sobě obsahuje několik složek:
- Risk-Aware (vědomí rizik): Všichni zúčastnění jsou si vědomi, jaká rizika může předmětná aktivita přinášet.
- Consensual (obecný souhlas): Ve světle těchto rizik souhlasí všichni zúčastnění s účastí na předmětné aktivitě.
- Kink (perverze): Předmětná aktivita se dá považovat za alternativní sex.[3]

Zatímco SSC popisuje a snaží se pro ne-BDSM veřejnost snáze pochopitelným přístupem odlišit BDSM praktiky od zneužívání, RACK uznává, že nikdy nic není stoprocentně bezpečné. Tento přístup uznává, že to, co můžebýt jednou osobou považováno za bezpečné nebo rozumné, nemusí být takto přijímáno někým jiným. Filosofie RACK více směřuje k činnostem, které se mohou nezúčastněným jevit jako hraniční. Neexistuje zde pojem „bezpečný“ nebo „nebezpečné“, pouze „bezpečnější“ a „méně bezpečné“.
Princip lze také popsat jako způsob myšlení, který věnuje více pozornosti někdy nečekaným důsledkům činností v rámci BDSM. Teorie přístupu RACK se více zabývá dohodou ex ante, včetně jejích následků. SSC se zaměřuje právě na ex post následky hry. Oba přístupy mají za cíl minimalizovat předvídatelné škody. RACK klade větší váhu předchozímu souhlasu s možným rizikem. SSC se pak snaží veškerá možná rizika předem vyloučit.

## Historie
RACK vznikl v reakci na nespokojenost některých přívrženců BDSM s přístupem SSC. Podle Davida Steina, který „Safe, sane, consensual S/M“ pro newyorskou organizaci Gay Male S/M Activists vytvořil, byla tato sada pravidel zamýšlena pouze jako minimální standard pro eticky obhajitelné sadomasochistické hrátky. Jeho cílem bylo stanovit rozdíl mezi milujícími se partnery a veřejným vnímáním sadomasochismu coby hrubého chování. Postupem času se fráze začala šířit mezi větším počtem lidí, zkratka se objevovala na samolepkách nebo tričkách a lidé si začali spojovat bezpečnost s bezrizikovostí, čímž se poselství SSC rozmělnilo.
| „             | Namísto toho, aby lidé přemýšleli o tom, co znamená dělat S/M eticky, a aby učinili těžká rozhodnutí, která jsou někdy nutná (i kdyby jen mezi tím, co je správné, a tím, co je správné teď), mnoho organizací se dnes chová, jako by tyto otázky byly vyřešeny, a ujišťuje nás, že sadistické nebo masochistické chování, které není považováno za SSC, vůbec není sadomasochistické, ale je něčím jiným - obvykle zneužíváním, domácím násilím nebo špatným sebevědomím. | “ |
| — David Stein | |   |

Roku 1999 zveřejnil Gary Switch na usenetovém kanále The Eugenspiegel Society příspěvek, ve kterém použil zkratku RACK. Tento termín byl navržen za účelem vytvoření přesnějšího popisu aktivit, do kterých se někteří lidé zapojují. Poznamenal, že ve skutečnosti se nelze úplně vyhnout riziku ani při běžných činnostech jako je přecházení silnice. Switch přirovnal BDSM aktivity k horolezectví. V obou případech je podle něj riziko nezbytnou součástí vzrušení. Toto riziko je minimalizováno studiem, tréninkem a praxí.

## Variace
Ne všichni vyznavači BDSM následují pouze jeden z výše popsaných principů. Někteří lidé se hlásí k oběma zároveň a SSC používají pro popis aktivit mimo kominutu, kdežto RACK pro popis v rámci komunity. Jiní lidé užívají vlastní přítupy jako například PRICK (Personal Responsibility, Informed Consensual Kink - volně přeloženo jako osobní zodpovědnost při provozování konsensuálních nekonvenčních praktik), jenž klade větší důraz na převzetí osobní zodpovědnosti za své činy a také informovanou analýzu rizik. Alternativní sadou pravidel je také CCCC (Caring, Communication, Consent, and Caution - péče, kominikace, souhlas a ohleduplnost).